# InuYasha
Inu-Yasha – Baśń z feudalnych czasów (jap. 戦国お伽草子 犬夜叉 Sengoku otogizōshi Inuyasha) – shōnen-manga autorstwa Rumiko Takahashi, wydawana w czasopiśmie „Shūkan Shōnen Sunday” wydawnictwa Shōgakukan w latach 1996–2008.
Na podstawie mangi powstały dwie serie anime wyprodukowane przez studio Sunrise. Z serią związane są także cztery filmy pełnometrażowe oraz odcinek OVA, gry wideo, light novel i spektakle.
W Polsce manga ukazała się częściowo nakładem wydawnictwa Egmont. Licencję na wydanie mangi wykupiło także JPF, które wydaje ją od 2020 roku w 30-tomowym wydaniu zbiorowym.

## Fabuła
15-letnia Kagome Higurashi, mieszkająca we współczesnym Tokio, przenosi się do Japonii okresu sengoku, gdy zostaje wciągnięta do starej studni na terenie rodzinnej posiadłości. Tam spotyka pół człowieka, pół psiego demona InuYashę. Gdy yōkai próbuje odebrać znajdujący się w ciele Kagome posiadający ogromną moc Klejnot Czterech Dusz, Kagome przypadkowo rozbija klejnot na wiele odłamków, które rozlatują się po całej Japonii. InuYasha i Kagome decydują się podróżować razem w celu odnalezienia odłamów, zanim yōkai Naraku zbierze je wszystkie. W trakcie podróży dołączają do nich inni bohaterowie – Shippo, Miroku, Sango i Kirara.

## Bohaterowie
- InuYasha (jap. 犬夜叉) – pół-demon, syn potężnego psiego demona Inu no Taishō i księżniczki Izayoi. Chce zdobyć Klejnot Czterech Dusz, aby stać się demonem czystej krwi. Po ojcu odziedziczył miecz, który zwie się Tetsusaiga, który pozwala mu na walkę z innymi demonami.

Seiyū: Kappei Yamaguchi 
- Kagome Higurashi (jap. 日暮 かごめ Higurashi Kagome) – piętnastoletnia gimnazjalistka, która za sprawą zaczarowanej studni trafia do Japonii zamieszkałej przez demony. Jest reinkarnacją kapłanki Kikyo. Z tego powodu Kagome posiada potężne duchowe moce oraz potrafi wyczuć odłamki Klejnotu Czterech Dusz.

Seiyū: Satsuki Yukino 
- Shippo (jap. 七宝 Shippō) – osierocony lisi demon (kitsune), który jako pierwszy przyłącza się do Kagome i InuYashy po tym, jak bohaterowie ratują mu życie.

Seiyū: Kumiko Watanabe 
- Miroku (jap. 弥勒) – mnich o wątpliwych zasadach moralnych. Odziedziczył po ojcu klątwę rzuconą przez Naraku na jego dziadka Miyatsu. Miroku posiada na prawej ręce wir powietrzny (jap. 風洞 kazaana), która pochłania wszystko, co znajduje się w pobliżu. Potajemnie kocha się (z wzajemnością) w Sango.

Seiyū: Kōji Tsujitani 
- Sango (jap. 珊瑚) – łowczyni demonów. Walczy za pomocą Hiraikotsu, ogromnego bumerangu zrobionego z kości demonów. Jej rodzina i przyjaciele zginęli za sprawą Naraku.

Seiyū: Hōko Kuwashima 
- Kirara (jap. 雲母) – koci demon podarowany Sango przez jej ojca. Na pozór jest malutkim i słodkim stworzonkiem, ale kiedy pojawia się zagrożenie zmienia postać. Często używana przez Sango jako środek transportu.
- Kikyo – potężna kapłanka, poprzednia właścicielka Klejnotu Czterech Dusz. To jej strzała przybiła InuYashę do drzewa na 50 lat, walkę z nim jednak przypłaciła życiem. Zostaje ożywiona przez wiedźmę Urasue.
- Kaede – kapłanka, młodsza siostra Kikyo.
- Sesshomaru (jap. 殺生丸 Sesshōmaru) – starszy brat InuYashy, demon czystej krwi. Po ojcu odziedziczył Tenseigę (miecz, który nie zabija, a przywraca do życia). Pogardza ludźmi i swoim bratem, któremu usiłuje odebrać Tessaigę (twierdzi, że taka broń marnuje się w rękach pół-demona). Jedynym człowiekiem jakiego akceptuje jest mała dziewczynka Rin, która opiekowała się nim po jego walce z Inuyashą.

Seiyū: Ken Narita 
- Kouga – yōkai, przywódca wilczego stada. Jest zakochany w Kagome i nienawidzi InuYashy. Dzięki odłamkom Klejnotu w obu nogach Kouga jest superszybki. Pragnie zemścić się za swoich towarzyszy zabitych przez Kagurę – służącą Naraku. Podróżuje z kompanami Hakkaku i Gintą.
- Naraku (jap. 奈落) – półdemon, powstały z ciała rabusia Onigumo gdy ten oddał duszę demonom. Główny antagonista. 50 lat przed przybyciem Kagome Naraku oszukał i poróżnił Kikyo i InuYashę. Pragnie zdobyć Klejnot Czterech Dusz lecz nigdy nie wykonuje brudnej roboty. Do walki wysyła swoje twory, między innymi Kagurę, Kannę, Goshinki, oraz wielu najemników.

Seiyū: Toshiyuki Morikawa 
- Rin – mała, ludzka dziewczynka podróżująca z Sesshoumaru. Zanim spotkała Sesshoumaru, bandyci zabili jej rodzinę. Była pierwszą osobą, którą Sesshoumaru uratował za pomocą Tenseigi. Jej "pupilkiem" jest yōkai Ahun.

Seiyū: Mamiko Noto 
- Jaken – mały, lecz potężny yōkai. Podróżuje z Sessomaru, któremu zawdzięcza życie.

Seiyū: Yuichi Nagashima 
- Totosai – płatnerz. Wykonał Tessaigę i Tenseigę z kłów Inu no Taishō. Totosai zna wszystkie możliwe zastosowania swych mieczy.
- Myoga – Demon-pchła, który czasami pojawia się u boku InuYashy. Bardzo mądry, ale też bardzo tchórzliwy.

## Manga
Autorką mangi InuYasha jest Rumiko Takahashi, która zajęła się jej tworzeniem po zakończeniu prac nad poprzednim tytułem, Ranma ½. Kolejne rozdziały ukazywały się w czasopiśmie „Shūkan Shōnen Sunday” od 27 listopada 1996 roku. Ostatni rozdział ukazał się w tym magazynie 18 czerwca 2008 roku.
Rozdziały zostały zebrane w 56 tankōbonach wydanych przez wydawnictwo Shōgakukan od 18 kwietnia 1997 do 18 lutego 2009 roku.
W 2013 roku Takahashi opublikowała specjalny epilog, który został opublikowany w „Shūkan Shōnen Sunday” w ramach antologii przygotowanej przez twórców komiksów w ramach akcji pomocowej dla obszarów poszkodowanych podczas trzęsienia ziemi w Tōhoku w 2011 roku.
W latach 2013–2015 wydawnictwo wydało mangę także w zbiorczym, 30-tomowym wydaniu.
Manga InuYasha została sprzedana w ponad 45 milionach egzemplarzy w Japonii.
W Polsce pierwsze 23 tomy zostały wydane przez wydawnictwo Egmont.

## Anime
Powstawanie adaptacji mangi w formie anime zostało ogłoszone 19 czerwca 2000 roku. Produkcją serii zajęło się studio Sunrise. Za produkcję serii odpowiadali Michihito Suwa oraz Hideyuki Tomioka. Za reżyserię odpowiadał Masashi Ikeda, za projekt postaci Yoshihito Hishinuma, dyrektorem artystycznym był Shigemi Ikeda. Za scenariusze odpowiada Katsuyuki Sumisawa.
Seria miała swoją premierę na kanałach Nippon TV i Yomiuri TV od 16 sierpnia 2000 roku w każdy poniedziałek aż do września 2004.

### Inuyasha: Kanketsu-hen
22 lipca 2009 roku w 34. numerze czasopisma Shūkan Shōnen Sunday oficjalnie ogłoszono powstawanie adaptacji, zatytułowanej Inuyasha: Kanketsu-hen (jap. 犬夜叉 完結編), która miałaby objąć tomy mangi 36-56. Serię wyprodukowała ta sama ekipa produkcyjna co pierwszą serię anime, do swoich ról powróciła także obsada. Emisja serialu odbyła się na kanale YTV.
Anime było emitowane od 3 października 2009 roku, a także emitowane z angielskimi napisami z opóźnieniem względem kanału YTV za pośrednictwem strony internetowej należącej do Viz Media oraz na platformie Hulu.
Seria została później wydana na siedmiu płytach DVD wydawanych od 23 grudnia 2009 do 23 czerwca 2010 roku.

### Filmy
Na podstawie serii powstały cztery filmy pełnometrażowe. Ich scenariusze napisała Katsuyuki Sumisawa, która wcześniej tworzyła scenariusze także do serii telewizyjnej.
W Japonii filmy zarobiły łącznie 20 milionów dolarów w box office.
W Ameryce Północnej DVD z filmem Inuyasha: Jidai o koeru omoi w okresie od 7 września do 14 października 2004 został sprzedany w ponad 30 000 kopiach. Do 18 listopada 2004 roku amerykański wydawca Viz sprzedał łącznie milion płyt DVD związanych z serią Inuyasha.
| Nr | Tytuł                                                       | Premiera        |
| -- | ----------------------------------------------------------- | --------------- |
| 1  | Inuyasha: Jidai o koeru omoi (犬夜叉 時代を越える想い)      | 14 grudnia 2001 |
| 2  | Inuyasha: Kagami no naka no mugenjō (犬夜叉 鏡の中の夢幻城) | 21 grudnia 2002 |
| 3  | Inuyasha: Tenka hadō no ken (犬夜叉 天下覇道の剣)           | 20 grudnia 2003 |
| 4  | Inuyasha: Guren no hōraijima (犬夜叉 紅蓮の蓬莱島)          | 23 grudnia 2004 |

### Original video animation
30-minutowy odcinek OVA, zatytułowany Kuroi Tessaiga (jap. 黒い鉄砕牙), miał swoją premierę 30 lipca 2008 roku podczas otwarcia wystawy rysunków Rumiko Takahashi prezentowanych w centrum handlowym Matsuya Ginza w dzielnicy Ginza w Tokio. Jego powstawanie zostało wcześniej ogłoszone przez producenta Michihiko Suwę 9 lipca 2008 na swoim autorskim blogu. Do swych ról powróciła obsada głosowa znana z serii anime i filmów, która 8 lipca 2008 roku nagrała dialogi do odcinka.
Odcinek ten został później wydany w Japonii 10 października 2010 roku na DVD i Blu-ray.

### Ścieżka dźwiękowa
| Seria          | Odcinki   | Tytuł                                                                | Wykonawcy          | Źródło        |
| Czołówka       | Czołówka  | Czołówka                                                             | Czołówka           | Czołówka      |
| -------------- | --------- | -------------------------------------------------------------------- | ------------------ | ------------- |
| 1              | 1–34      | „CHANGE THE WORLD”                                                   | V6                 | [ 32 ]        |
| 1              | 35–64     | „I am”                                                               | hitomi             | [ 32 ]        |
| 1              | 65–95     | „Owarinai yume” (jap. 終わりない夢)                                  | Nanase Aikawa      | [ 32 ]        |
| 1              | 96–127    | „Grip!”                                                              | Every Little Thing | [ 32 ]        |
| 1              | 128–153   | „One Day,One Dream”                                                  | Tackey & Tsubasa   | [ 32 ]        |
| 1              | 154–167   | „ANGELUS－アンジェラス－”                                            | Hitomi Shimatani   | [ 32 ]        |
| Kanketsu-hen   | 1-26      | „Kimi ga inai mirai” (jap. 君がいない未来)                           | Do As Infinity     | [ 32 ] [ 33 ] |
| Napisy końcowe |           |                                                                      |                    |               |
| 1              | 1–20, 167 | „My will”                                                            | dream              | [ 32 ]        |
| 1              | 21–41     | „Fukai mori” (jap. 深い森)                                           | Do As Infinity     | [ 32 ]        |
| 1              | 42–60     | „Dearest”                                                            | Ayumi Hamasaki     | [ 32 ]        |
| 1              | 61–85     | „Every Heart -Minna no kimochi-” (jap. Every Heart -ミンナノキモチ-) | BoA                | [ 32 ]        |
| 1              | 86–108    | „Shinjitsu no uta” (jap. 真実の詩)                                   | Do As Infinity     | [ 32 ]        |
| 1              | 109–127   | „Itazura na Kiss” (jap. イタズラなKISS)                              | day after tomorrow | [ 32 ]        |
| 1              | 128–147   | „Come”                                                               | Namie Amuro        | [ 32 ]        |
| 1              | 148       | „CHANGE THE WORLD”                                                   | V6                 | [ 32 ]        |
| 1              | 149–166   | „Brand-New World”                                                    | V6                 | [ 32 ]        |
| Kanketsu-hen   | 1-9       | „With you”                                                           | AAA                | [ 32 ]        |
| Kanketsu-hen   | 10-17     | „Diamond”                                                            | alan               | [ 32 ]        |
| Kanketsu-hen   | 18-26     | „Tooi michi no saki de” (jap. 遠い道の先で)                          | Ai Takekawa        | [ 32 ]        |

Trzy single typu character songs zostały wydane 3 sierpnia 2005. Zostały one zatytułowane kolejno „Aoki yasei o daite” (jap. 蒼き野生を抱いて) wykonywane przez Kappeia Yamaguchi (jako Inuyasha) oraz Satsuki Yukino (Kagome), „Kaze no naka e” (jap. 風のなかへ) wykonywane przez Kōjiego Tsujitani (Miroku) oraz Hōko Kuwashimę (Sango) i Kumiko Watanabe (Shippo), oraz „Gō” (jap. 業) wykonywane przez Kena Naritę (Sesshomaru), Yuichi Nagashimę (Jaken) oraz Mamiko Noto (Rin). Single pojawiły się na liście Oriconu kolejno na 63., 76. i 79. miejscu. Trzy kolejne single zawierające character songs zostały wydane 25 stycznia 2006. Zostały one zatytułowane kolejno „Rakujitsu” (jap. 落日) wykonywany przez Toshiyuki Morikawę (jako Naraku), „Tatta hitotsu no yakusoku” (jap. たったひとつの約束) wykonywany przez Satsuki Yukino (jako Kagome Higurashi) oraz „Abarero!!” (jap. 暴れろ!!) wykonywane przez Takeshi Kusao (Bankotsu) i Ai Orikasę (Jakotsu). Single pojawiły się na liście Oriconu kolejno na 130., 131. oraz na 112. miejscu.
24 marca 2010 roku został wydany album kompilacyjny, zatytułowany Inuyasha Best Song History (jap. 犬夜叉 ベストソング ヒストリー Inuyasha besuto songu hisutorī), zawierający 18 utworów, w tym utwory służące jako czołówki, endingi oraz utwory ze ścieżki dźwiękowej. Album zajął 20. miejsce na liście sprzedaży Oriconu i utrzymał się na niej przez 7 tygodni.

### Spin-off
8 maja 2020 roku Viz Media ogłosiło powstawanie animowanego spin-offu serii, zatytułowanego Han'yō no Yasha-hime (jap. 半妖の夜叉姫). Reżyserem serii jest Teruo Sato, a scenarzystą Katsuyuki Sumisawa, za projekt postaci odpowiada Yoshihito Hishinuma, a muzykę skomponował Kaoru Wada. Studio Sunrise jest odpowiedzialne za animację.
Seria opowiada o przygodach córek Sesshomaru i Inuyashy. Bliźniaczki Towa i Setsuna zostają rozdzielone z powodu pożaru lasu; w trakcie gdy Setsuna szuka siostry, Towa przypadkowo przechodzi przez tunel, którym dostaje się do współczesnej Japonii, gdzie zostaje wychowana przez brata Kagome. Gdy Towie udaje się wrócić do czasów feudalnych, odnajduje Setsunę, ale okazuje się, że straciła ona wszystkie wspomnienia o swojej siostrze i pracuje jako pogromca demonów dla Kohaku. Razem z Morohą, córką Inuyashy, w trójkę podróżują przez czas, by odnaleźć zagubioną przeszłość.

## Spektakle
W kwietniu i maju 2000 roku oraz w styczniu i lutym 2001 roku Inuyasha była wystawiana w formie spektaklu. Oba cykle zostały wyreżyserowane przez Masashi Todayamę i wyprodukowane przez Hidenori Inoue; główne role odegrali w nich Atsuhiro Satō i Kyōko Tōyama.
4 lutego 2017 roku w magazynie „Shūkan Shōnen Sunday” ogłoszona została adaptacja mangi w formie spektaklu, w którym główne role odgrywają Yutaka Kyan z Golden Bomber jako Inuyasha oraz Yumi Wakatsuki z Nogizaka46 jako Kagome. Sztuka była wystawiana w The Galaxy Theatre w Tokio w dniach 6-15 kwietnia 2017 roku. Nagranie tego spektaklu zostało później wydane na DVD; w pierwszym tygodniu zostało sprzedane w 4531 egzemplarzach zajmując 9. miejsce w rankingu najchętniej kupowanych płyt tego tygodnia.

## Gry
Na podstawie serii powstały trzy gry wideo wyprodukowane przez WonderSwan, zatytułowane kolejno Inuyasha: Kagome no sengoku nikki (jap. 犬夜叉 〜かごめの戦国日記) (wydana 2 listopada 2001 roku), Inuyasha: Fūun emaki (jap. 犬夜叉 風雲絵巻) (wydana 27 lipca 2002 roku), oraz Inuyasha: Kagome no yume nikki (jap. 犬夜叉 かごめの夢日記) (wydana 16 listopada 2002 roku).
Kolejna gra, zatytułowana Inuyasha: Naraku no wana! Mayoi no mori no shōtaijō (jap. 犬夜叉〜奈落の罠!迷いの森の招待状～), została wydana na konsolę Game Boy Advance 23 stycznia 2003 w Japonii.
Na konsole PlayStation wydano dwie gry: pierwsza z nich, z gatunku RPG, została zatytułowana Inuyasha (jap. 犬夜叉) i wydana 26 grudnia 2001, natomiast druga, zatytułowana Inuyasha: Sengoku otogi gassen (jap. 犬夜叉 戦国お伽合戦) to bijatyka wydana 4 grudnia 2002 roku. Obie gry zostały wydane w dwóch edycjach - zwykłej i limitowanej. Wyprodukowano także dwie gry na PlayStation 2, zatytułowane kolejno Inuyasha: juso no kamen (jap. 犬夜叉 呪詛の仮面) (RPG wydane 17 marca 2004) oraz Inuyasha: ōgi ranbu (jap. 犬夜叉 奥義乱舞) (bijatyka wydana 15 czerwca 2005).
Ponadto wydana została gra RPG, dostępna wyłącznie w angielskiej wersji językowej, zatytułowana Inuyasha: Secret of the Divine Jewel, która została wydana na Nintendo DS 23 stycznia 2007 roku.
Inuyasha pojawia się także w crossoverowej grze wideo Sunday vs Magazine: Shūketsu! Chōjō daikessen (jap. サンデー VS マガジン 集結！ 頂上大決戦 Sandē VS magajin shūketsu! Chōjō daikessen) jako postać grywalna.

## Light novel
Związana z serią jest także light novel, napisana przez Tomoko Komparu z ilustracjami Rumiko Takahashi. Pojedynczy tom został wydany przez Shōgakukan 10 grudnia 2004 roku.

## Kontrowersje
Chińska seria telewizyjna, zatytułowana Língzhū (灵珠), zawiera bardzo podobne motywy do Inuyashy do tego stopnia, że została przez widzów oskarżona o plagiat.

## Odbiór
W corocznym sondażu Anime Grand Prix przeprowadzonym wśród swoich czytelników przez czasopismo „Animage”, anime pojawiło się na liście najlepszych produkcji kilkakrotnie, a w 2002 roku zajęło w nim 2. miejsce. Stacja TV Asahi w 2006 roku przeprowadziła w Japonii sondę internetową pytając o najlepszą serię anime. Seria InuYasha zajęła 20. miejsce na 100.
Mania Entertainment umieścił serię anime na liście serii, które wymagają rebootu ze względu na nadmierną schematyczność odcinków.

### Oceny krytyków
Momoko z serwisu tanuki.pl przyznała mandze ocenę 10/10 i wypowiedziała się, że „to tytuł, który poleciłabym praktycznie każdemu. (...) Nastrój panujący w komiksie sprawia, że nadaje się zarówno dla chłopaków, jak i dla dziewczyn.”.
Zegarmistrz z serwisu tanuki.pl przyznał anime ocenę 9/10 uznając anime za godne polecenia i obowiązkową pozycję zarówno dla fanów fantasy jak i osób nie przepadających za tym gatunkiem, wskazując, że seria „nie męczy dołującym klimatem czy pseudofilozoficznymi rozważaniami nad kondycją moralną i losem ludzkości, jakie serwują nam inne produkcje, a przy tym w wielu miejscach zachwyca pomysłowością”. Krytykował jednak serię za (zwłaszcza pod koniec) rozwleczoną akcję i brak należytego zakończenia. Alexander Harris z Anime News Network określił serię anime jaką interesującą, pełną bardzo brutalnej akcji opowieść fantasy, pełną fajnych postaci do których można się przywiązać.
moshi_moshi z serwisu tanuki.pl przyznał kontynuacji 9/10 pisząc, że „Wśród zalewu kiepskich kontynuacji, ta świeci wyjątkowo jasnym blaskiem. Jest niewiele produkcji, które utrzymują równie wysoki poziom od początku do końca, a InuYasha Kanketsu‑hen zdecydowanie się to udało. Serial nie tylko pozostał wierny oryginałowi i pierwszej części, ale poszedł krok dalej, rozwijając osobowości bohaterów i relacje między nimi”.

### Nagrody i nominacje
| Rok  | Ceremonia             | Kategoria                | Nominowany                   | Rezultat  | Źródło |
| ---- | --------------------- | ------------------------ | ---------------------------- | --------- | ------ |
| 2002 | 47. Shōgakukan Manga  | manga dla chłopców       | Manga                        | Nagroda   | [ 64 ] |
| 2004 | ICv2 Anime Awards     | Własność roku            | Seria anime                  | Nagroda   | [ 65 ] |
| 2005 | ICv2 Anime Awards     | Własność roku            | Seria anime                  | Nagroda   | [ 66 ] |
| 2007 | American Anime Awards | Najlepsza obsada         | Seria anime                  | Nominacja | [ 67 ] |
| 2007 | American Anime Awards | Najlepsza długa seria    | Seria anime                  | Nominacja | [ 67 ] |
| 2007 | American Anime Awards | Najlepszy film animowany | Inuyasha: Guren no hōraijima | Nominacja | [ 67 ] |